# Caorlina
 (juin 2019).
Si vous disposez d'ouvrages ou d'articles de référence ou si vous connaissez des sites web de qualité traitant du thème abordé ici, merci de compléter l'article en donnant les références utiles à sa vérifiabilité et en les liant à la section « Notes et références ».

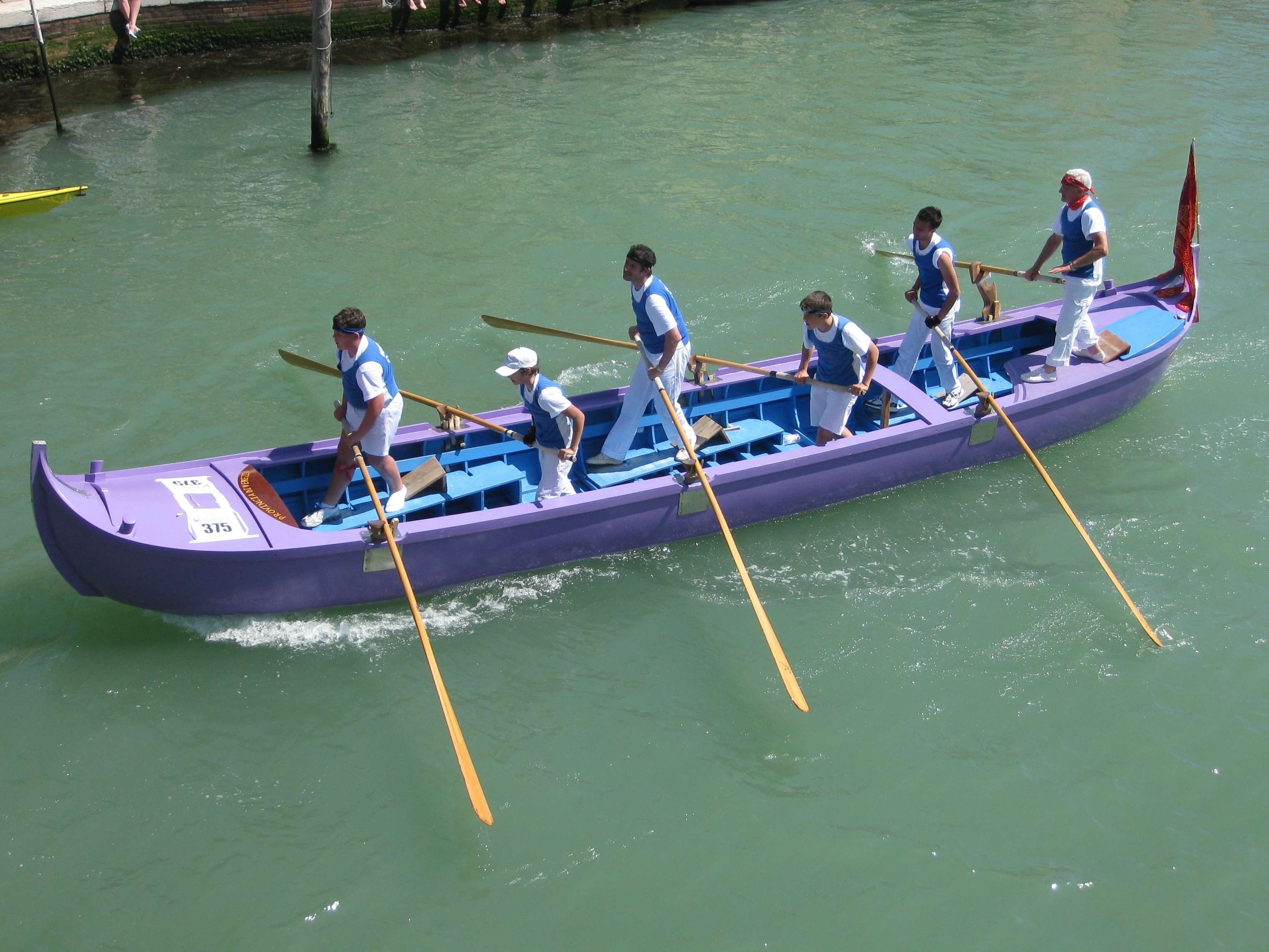
Caorlina lors de la Vogalonga

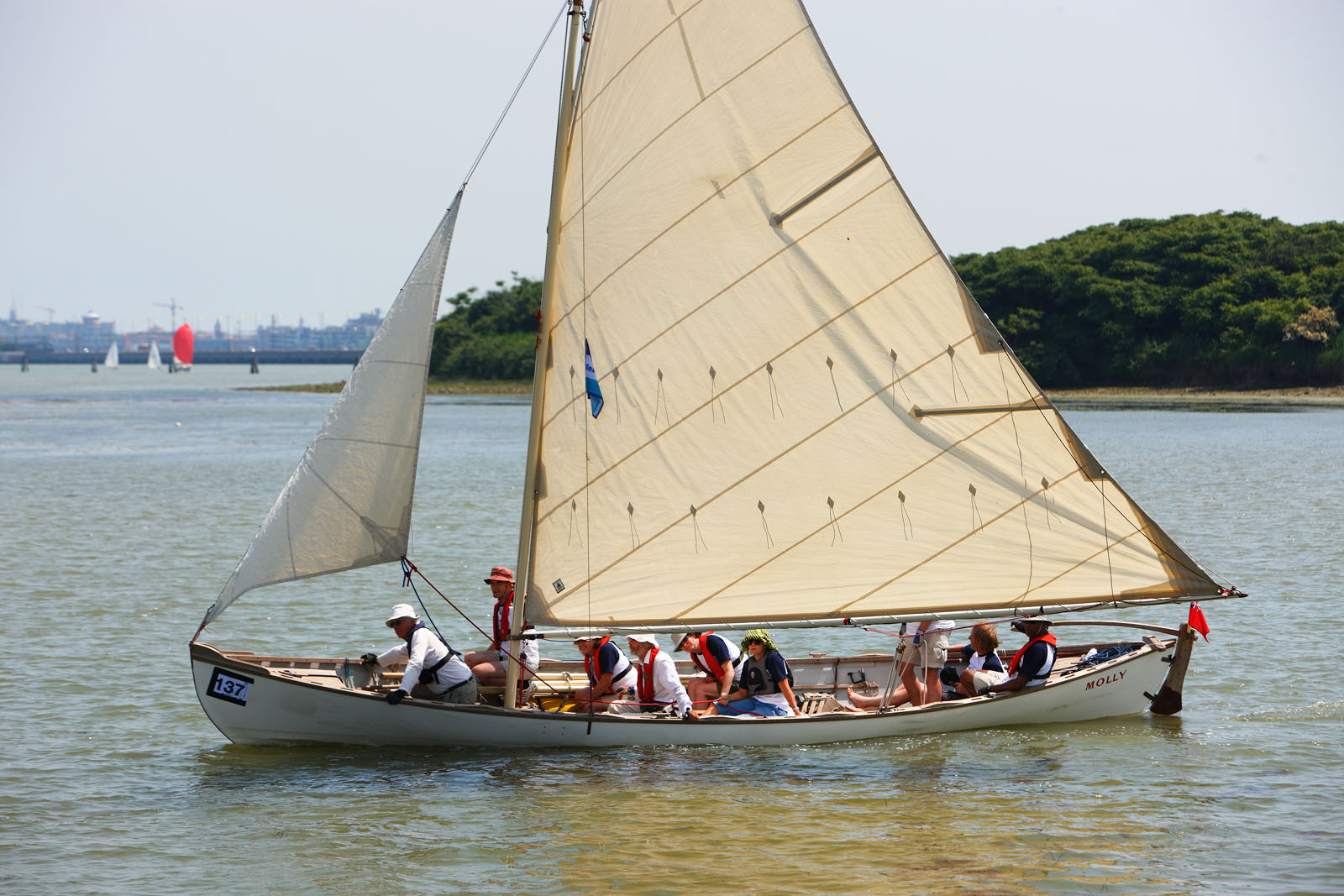
Caorlina équipée de voiles

Le caorlina (càorlìna en italien) est une barque de transport à rames (et quelquefois à voile) utilisée dans la lagune de Venise en Italie.

## Description
Le caorlìna est un bateau de transport complètement symétrique, avec une proue égale à la poupe des deux côtés. Son nom remonte à la ville de Caorle.
Il existait en différents types, en fonction de l'utilisation :
- Le caorlìna buranèla était exclusivement utilisé pour la pêche. On faisait la distinction entre les :
  - caorlìna da seràgia, où la pêche consistait à fermer à l'aide d'un filet une large bande de sable pendant la marée haute, en maintenant le filet vertical grâce à l'utilisation de piquets; lorsque l'eau descendait, les poissons restaient emprisonnés dans les filets ;
  - caorlìna da tratta, où la pêche consistait à étendre un filet parallèle à une plage, filet qui était ensuite tiré à la main vers le sol aux deux extrémités.
- Le caorlìna nicolòta était utilisé par les pêcheurs résidant dans les paroisses de San Nicolò dei Mendicoli et Angelo Raffaele; ils pratiquaient la pêche au chalut avec le filet appelé tartanèlla da canal.
- Les potagers de Vignole, Sant'Erasmo et Cavallino avaient recours à la caorlìna ortolana pour apporter fruits et légumes au marché de Rialto.
- Le caorlìna da mureri était utilisé à la place pour le transport de matériaux inertes.

Aujourd'hui, seule la version de régate en contreplaqué marin existe encore.